# Ньямагабе
Ньямагабе  — район (akarere) Південної провінції Руанди. Центр — місто Гасака. Поряд розташовані кордон з Конго (Букаву) та заповідні ліси, населені шимпанзе. Тут розташовано табір для біженців Кігеме.

## Поділ
Район Ньямагабе поділяється на сектори (imirenge):